# Live at Carnegie Hall 1963
Live at Carnegie Hall 1963 は、1963年10月26日ニューヨーク、カーネギー・ホールでのボブ・ディランのコンサート・ライブ録音6曲を収録したライブ・アルバム。2005年にアメリカ・ヨーロッパ・日本等で企画されたキャンペーン用ボーナス・ディスクとしてリリースされた。

## 収録曲
1. 時代は変る - The Times They Are A-Changin'
2. ホリス・ブラウンのバラッド - Ballad of Hollis Brown
3. スペイン革のブーツ - Boots of Spanish Leather
4. レイ・ダウン・ユア・ウィアリー・チューン - Lay Down Your Weary Tune
5. ノース・カントリー・ブルース - North Country Blues
6. 神が味方 - With God on Our Side

## 同音源
同日に演奏された「トーキン・ジョン・バーチ・パラノイド・ブルース」、「フー・キルド・デイヴィ・ムーア？」が『ブートレッグ・シリーズ第1〜3集』（1991年）に、「はげしい雨が降る」、「船が入ってくるとき」が『ノー・ディレクション・ホーム：ザ・サウンドトラック』（2005年）に収録されている。